# Tour des Émirats arabes unis 2022
Le Tour des Émirats arabes unis 2022 (officiellement UAE Tour) est la 4e édition de cette course cycliste masculine sur route, organisée du 20 au 26 février aux Émirats arabes unis. La course est tracée sur sept étapes entre Madinat Zayed et le Jebel Hafeet.
C'est la première épreuve de l'UCI World Tour 2022, le calendrier le plus important du cyclisme sur route. 

## Parcours
Les deux premières étapes sont tracées sur un parcours plat, mais propices aux bordures. La troisième étape est le traditionnel contre-la-montre plat de 9 kilomètres constitué d'un aller-retour. L'étape suivante se termine au sommet du Jebel Jais (21 kilomètres à 5,4 % de moyenne) sur une route très large, après une première partie de parcours sans difficultés. Les cinquième et sixième étapes, favorables aux sprinteurs, sont tracées respectivement le long de la côte et dans le centre-ville de Dubaï. La course se termine avec une étape au sommet du Jebel Hafeet (11 kilomètres à 5,4 % de moyenne).

## Équipes
20 équipes participent à la course : 17 WorldTeams (seule l'équipe Cofidis est absente) et 3 ProTeams invitées.
| WorldTeams (17)- AG2R Citroën Team - Astana Qazaqstan Team - Bahrain Victorious - Bora-Hansgrohe - EF Education-EasyPost - Groupama-FDJ - Ineos Grenadiers - Intermarché-Wanty-Gobert Matériaux - Israel-Premier Tech - Jumbo-Visma - Lotto-Soudal - Movistar Team - Quick-Step Alpha Vinyl - BikeExchange-Jayco - Team DSM - Trek-Segafredo - UAE Team Emirates ProTeams (3)- Gazprom-RusVelo - Alpecin-Fenix - Bardiani-CSF-Faizanè |
| |

## Étapes
| Étape     | Date    | Villes étapes                              | type                        | Distance (km) | Dénivelé (m) | Vainqueur d'étape | Leader du classement général |
| --------- | ------- | ------------------------------------------ | --------------------------- | ------------- | ------------ | ----------------- | ---------------------------- |
| 1re étape | 20 fév. | Madinat Zayed – Madinat Zayed              | étape de plaine             | 185           | 1 305 m      | Jasper Philipsen  | Jasper Philipsen             |
| 2e étape  | 21 fév. | Al Hudayriat Island – Abu Dhabi Breakwater | étape de plaine             | 173           | 319 m        | Mark Cavendish    | Jasper Philipsen             |
| 3e étape  | 22 fév. | Ajman – Ajman                              | contre-la-montre individuel | 9             | 9 m          | Stefan Bissegger  | Stefan Bissegger             |
| 4e étape  | 23 fév. | Fujairah Fort – Jabal Bil Ays              | étape de montagne           | 181           | 2 645 m      | Tadej Pogačar     | Tadej Pogačar                |
| 5e étape  | 24 fév. | Ras el Khaïmah – Île d'Al Marjan           | étape de plaine             | 182           | 542 m        | Jasper Philipsen  | Tadej Pogačar                |
| 6e étape  | 25 fév. | Expo 2020 – Expo 2020                      | étape de plaine             | 180           | 387 m        | Mathias Vacek     | Tadej Pogačar                |
| 7e étape  | 26 fév. | Al-Aïn – Jebel Hafeet                      | étape de montagne           | 148           | 1 375 m      | Tadej Pogačar     | Tadej Pogačar                |

## Déroulement de la course

### 1reétape
| \| Classement de l'étape \| Classement de l'étape \| Classement de l'étape \| Classement de l'étape \| Classement de l'étape \| \| Coureur \| Coureur \| Pays \| Équipe \| Temps \| \| --------------------- \| --------------------- \| --------------------- \| ---------------------------------- \| --------------------- \| \| 1er \| Jasper Philipsen \| Belgique \| Alpecin-Fenix \| 4 h 42 min 34 s \| \| 2e \| Sam Bennett \| Irlande \| Bora-Hansgrohe \| + 0 s \| \| 3e \| Elia Viviani \| Italie \| Ineos Grenadiers \| + 0 s \| \| 4e \| Dylan Groenewegen \| Pays-Bas \| BikeExchange-Jayco \| + 0 s \| \| 5e \| Emīls Liepiņš \| Lettonie \| Trek-Segafredo \| + 0 s \| \| 6e \| Arnaud Démare \| France \| Groupama-FDJ \| + 0 s \| \| 7e \| Max Kanter \| Allemagne \| Movistar Team \| + 0 s \| \| 8e \| Olav Kooij \| Pays-Bas \| Jumbo-Visma \| + 0 s \| \| 9e \| Tom Devriendt \| Belgique \| Intermarché-Wanty-Gobert Matériaux \| + 0 s \| \| 10e \| Pascal Ackermann \| Allemagne \| UAE Team Emirates \| + 0 s \| |                   |           |                                    |                 |
| |                   |           |                                    |                 |
| Source : ProCyclingStats |                   |           |                                    |                 |
| Classement de l'étape |                   |           |                                    |                 |
| Coureur | Coureur           | Pays      | Équipe                             | Temps           |
| 1er | Jasper Philipsen  | Belgique  | Alpecin-Fenix                      | 4 h 42 min 34 s |
| 2e | Sam Bennett       | Irlande   | Bora-Hansgrohe                     | + 0 s           |
| 3e | Elia Viviani      | Italie    | Ineos Grenadiers                   | + 0 s           |
| 4e | Dylan Groenewegen | Pays-Bas  | BikeExchange-Jayco                 | + 0 s           |
| 5e | Emīls Liepiņš     | Lettonie  | Trek-Segafredo                     | + 0 s           |
| 6e | Arnaud Démare     | France    | Groupama-FDJ                       | + 0 s           |
| 7e | Max Kanter        | Allemagne | Movistar Team                      | + 0 s           |
| 8e | Olav Kooij        | Pays-Bas  | Jumbo-Visma                        | + 0 s           |
| 9e | Tom Devriendt     | Belgique  | Intermarché-Wanty-Gobert Matériaux | + 0 s           |
| 10e | Pascal Ackermann  | Allemagne | UAE Team Emirates                  | + 0 s           |

| \| Classement général \| Classement général \| Classement général \| Classement général \| Classement général \| \| Coureur \| Coureur \| Pays \| Équipe \| Temps \| \| ------------------ \| ------------------ \| ------------------ \| -------------------- \| ------------------ \| \| 1er \| Jasper Philipsen \| Belgique \| Alpecin-Fenix \| 4 h 42 min 24 s \| \| 2e \| Sam Bennett \| Irlande \| Bora-Hansgrohe \| + 4 s \| \| 3e \| Dmitri Strakhov \| Russie \| Gazprom-RusVelo \| + 4 s \| \| 4e \| Elia Viviani \| Italie \| Ineos Grenadiers \| + 6 s \| \| 5e \| Alessandro Tonelli \| Italie \| Bardiani CSF Faizanè \| + 6 s \| \| 6e \| Xandres Vervloesem \| Belgique \| Lotto-Soudal \| + 8 s \| \| 7e \| Dylan Groenewegen \| Pays-Bas \| BikeExchange-Jayco \| + 10 s \| \| 8e \| Emīls Liepiņš \| Lettonie \| Trek-Segafredo \| + 10 s \| \| 9e \| Arnaud Démare \| France \| Groupama-FDJ \| + 10 s \| \| 10e \| Max Kanter \| Allemagne \| Movistar Team \| + 10 s \| |                    |           |                      |                 |
| |                    |           |                      |                 |
| Source : ProCyclingStats |                    |           |                      |                 |
| Classement général |                    |           |                      |                 |
| Coureur | Coureur            | Pays      | Équipe               | Temps           |
| 1er | Jasper Philipsen   | Belgique  | Alpecin-Fenix        | 4 h 42 min 24 s |
| 2e | Sam Bennett        | Irlande   | Bora-Hansgrohe       | + 4 s           |
| 3e | Dmitri Strakhov    | Russie    | Gazprom-RusVelo      | + 4 s           |
| 4e | Elia Viviani       | Italie    | Ineos Grenadiers     | + 6 s           |
| 5e | Alessandro Tonelli | Italie    | Bardiani CSF Faizanè | + 6 s           |
| 6e | Xandres Vervloesem | Belgique  | Lotto-Soudal         | + 8 s           |
| 7e | Dylan Groenewegen  | Pays-Bas  | BikeExchange-Jayco   | + 10 s          |
| 8e | Emīls Liepiņš      | Lettonie  | Trek-Segafredo       | + 10 s          |
| 9e | Arnaud Démare      | France    | Groupama-FDJ         | + 10 s          |
| 10e | Max Kanter         | Allemagne | Movistar Team        | + 10 s          |

### 2eétape
| \| Classement de l'étape \| Classement de l'étape \| Classement de l'étape \| Classement de l'étape \| Classement de l'étape \| \| Coureur \| Coureur \| Pays \| Équipe \| Temps \| \| --------------------- \| --------------------- \| --------------------- \| ---------------------------------- \| --------------------- \| \| 1er \| Mark Cavendish \| Royaume-Uni \| Quick-Step Alpha Vinyl \| 4 h 20 min 45 s \| \| 2e \| Jasper Philipsen \| Belgique \| Alpecin-Fenix \| + 0 s \| \| 3e \| Pascal Ackermann \| Allemagne \| UAE Team Emirates \| + 0 s \| \| 4e \| Olav Kooij \| Pays-Bas \| Jumbo-Visma \| + 0 s \| \| 5e \| Arnaud Démare \| France \| Groupama-FDJ \| + 0 s \| \| 6e \| Matteo Malucelli \| Italie \| Gazprom-RusVelo \| + 0 s \| \| 7e \| Emīls Liepiņš \| Lettonie \| Trek-Segafredo \| + 0 s \| \| 8e \| Tom Devriendt \| Belgique \| Intermarché-Wanty-Gobert Matériaux \| + 0 s \| \| 9e \| Michael Schwarzmann \| Allemagne \| Lotto-Soudal \| + 0 s \| \| 10e \| Marijn van den Berg \| Pays-Bas \| EF Education-EasyPost \| + 0 s \| |                     |             |                                    |                 |
| |                     |             |                                    |                 |
| Source : ProCyclingStats |                     |             |                                    |                 |
| Classement de l'étape |                     |             |                                    |                 |
| Coureur | Coureur             | Pays        | Équipe                             | Temps           |
| 1er | Mark Cavendish      | Royaume-Uni | Quick-Step Alpha Vinyl             | 4 h 20 min 45 s |
| 2e | Jasper Philipsen    | Belgique    | Alpecin-Fenix                      | + 0 s           |
| 3e | Pascal Ackermann    | Allemagne   | UAE Team Emirates                  | + 0 s           |
| 4e | Olav Kooij          | Pays-Bas    | Jumbo-Visma                        | + 0 s           |
| 5e | Arnaud Démare       | France      | Groupama-FDJ                       | + 0 s           |
| 6e | Matteo Malucelli    | Italie      | Gazprom-RusVelo                    | + 0 s           |
| 7e | Emīls Liepiņš       | Lettonie    | Trek-Segafredo                     | + 0 s           |
| 8e | Tom Devriendt       | Belgique    | Intermarché-Wanty-Gobert Matériaux | + 0 s           |
| 9e | Michael Schwarzmann | Allemagne   | Lotto-Soudal                       | + 0 s           |
| 10e | Marijn van den Berg | Pays-Bas    | EF Education-EasyPost              | + 0 s           |

| \| Classement général \| Classement général \| Classement général \| Classement général \| Classement général \| \| Coureur \| Coureur \| Pays \| Équipe \| Temps \| \| ------------------ \| ------------------ \| ------------------ \| ---------------------- \| ------------------ \| \| 1er \| Jasper Philipsen \| Belgique \| Alpecin-Fenix \| 9 h 03 min 03 s \| \| 2e \| Dmitri Strakhov \| Russie \| Gazprom-RusVelo \| + 4 s \| \| 3e \| Mark Cavendish \| Royaume-Uni \| Quick-Step Alpha Vinyl \| + 6 s \| \| 4e \| Sam Bennett \| Irlande \| Bora-Hansgrohe \| + 10 s \| \| 5e \| Pascal Ackermann \| Allemagne \| UAE Team Emirates \| + 12 s \| \| 6e \| Elia Viviani \| Italie \| Ineos Grenadiers \| + 12 s \| \| 7e \| Michael Kukrle \| Tchéquie \| Gazprom-RusVelo \| + 12 s \| \| 8e \| Alessandro Tonelli \| Italie \| Bardiani CSF Faizanè \| + 12 s \| \| 9e \| Xandres Vervloesem \| Belgique \| Lotto-Soudal \| + 14 s \| \| 10e \| Arnaud Démare \| France \| Groupama-FDJ \| + 16 s \| |                    |             |                        |                 |
| |                    |             |                        |                 |
| Source : ProCyclingStats |                    |             |                        |                 |
| Classement général |                    |             |                        |                 |
| Coureur | Coureur            | Pays        | Équipe                 | Temps           |
| 1er | Jasper Philipsen   | Belgique    | Alpecin-Fenix          | 9 h 03 min 03 s |
| 2e | Dmitri Strakhov    | Russie      | Gazprom-RusVelo        | + 4 s           |
| 3e | Mark Cavendish     | Royaume-Uni | Quick-Step Alpha Vinyl | + 6 s           |
| 4e | Sam Bennett        | Irlande     | Bora-Hansgrohe         | + 10 s          |
| 5e | Pascal Ackermann   | Allemagne   | UAE Team Emirates      | + 12 s          |
| 6e | Elia Viviani       | Italie      | Ineos Grenadiers       | + 12 s          |
| 7e | Michael Kukrle     | Tchéquie    | Gazprom-RusVelo        | + 12 s          |
| 8e | Alessandro Tonelli | Italie      | Bardiani CSF Faizanè   | + 12 s          |
| 9e | Xandres Vervloesem | Belgique    | Lotto-Soudal           | + 14 s          |
| 10e | Arnaud Démare      | France      | Groupama-FDJ           | + 16 s          |

### 3eétape
| \| Classement de l'étape \| Classement de l'étape \| Classement de l'étape \| Classement de l'étape \| Classement de l'étape \| \| Coureur \| Coureur \| Pays \| Équipe \| Temps \| \| --------------------- \| --------------------- \| --------------------- \| --------------------- \| --------------------- \| \| 1er \| Stefan Bissegger \| Suisse \| EF Education-EasyPost \| 9 min 43 s \| \| 2e \| Filippo Ganna \| Italie \| Ineos Grenadiers \| + 7 s \| \| 3e \| Tom Dumoulin \| Pays-Bas \| Jumbo-Visma \| + 14 s \| \| 4e \| Tadej Pogačar \| Slovénie \| UAE Team Emirates \| + 18 s \| \| 5e \| João Almeida \| Portugal \| UAE Team Emirates \| + 22 s \| \| 6e \| Mikkel Bjerg \| Danemark \| UAE Team Emirates \| + 24 s \| \| 7e \| Stefan de Bod \| Afrique du Sud \| Astana Qazaqstan Team \| + 24 s \| \| 8e \| Aleksandr Vlasov \| Russie \| Bora-Hansgrohe \| + 25 s \| \| 9e \| Johan Price-Pejtersen \| Danemark \| Bahrain Victorious \| + 26 s \| \| 10e \| Jasper Philipsen \| Belgique \| Alpecin-Fenix \| + 28 s \| |                       |                |                       |            |
| |                       |                |                       |            |
| Source : ProCyclingStats |                       |                |                       |            |
| Classement de l'étape |                       |                |                       |            |
| Coureur | Coureur               | Pays           | Équipe                | Temps      |
| 1er | Stefan Bissegger      | Suisse         | EF Education-EasyPost | 9 min 43 s |
| 2e | Filippo Ganna         | Italie         | Ineos Grenadiers      | + 7 s      |
| 3e | Tom Dumoulin          | Pays-Bas       | Jumbo-Visma           | + 14 s     |
| 4e | Tadej Pogačar         | Slovénie       | UAE Team Emirates     | + 18 s     |
| 5e | João Almeida          | Portugal       | UAE Team Emirates     | + 22 s     |
| 6e | Mikkel Bjerg          | Danemark       | UAE Team Emirates     | + 24 s     |
| 7e | Stefan de Bod         | Afrique du Sud | Astana Qazaqstan Team | + 24 s     |
| 8e | Aleksandr Vlasov      | Russie         | Bora-Hansgrohe        | + 25 s     |
| 9e | Johan Price-Pejtersen | Danemark       | Bahrain Victorious    | + 26 s     |
| 10e | Jasper Philipsen      | Belgique       | Alpecin-Fenix         | + 28 s     |

| \| Classement général \| Classement général \| Classement général \| Classement général \| Classement général \| \| Coureur \| Coureur \| Pays \| Équipe \| Temps \| \| ------------------ \| ------------------ \| ------------------ \| --------------------- \| ------------------ \| \| 1er \| Stefan Bissegger \| Suisse \| EF Education-EasyPost \| 9 h 13 min 02 s \| \| 2e \| Filippo Ganna \| Italie \| Ineos Grenadiers \| + 7 s \| \| 3e \| Jasper Philipsen \| Belgique \| Alpecin-Fenix \| + 12 s \| \| 4e \| Tom Dumoulin \| Pays-Bas \| Jumbo-Visma \| + 14 s \| \| 5e \| Tadej Pogačar \| Slovénie \| UAE Team Emirates \| + 18 s \| \| 6e \| João Almeida \| Portugal \| UAE Team Emirates \| + 22 s \| \| 7e \| Stefan de Bod \| Afrique du Sud \| Astana Qazaqstan Team \| + 24 s \| \| 8e \| Aleksandr Vlasov \| Russie \| Bora-Hansgrohe \| + 25 s \| \| 9e \| Neilson Powless \| États-Unis \| EF Education-EasyPost \| + 28 s \| \| 10e \| Adam Yates \| Royaume-Uni \| Ineos Grenadiers \| + 29 s \| |                  |                |                       |                 |
| |                  |                |                       |                 |
| Source : ProCyclingStats |                  |                |                       |                 |
| Classement général |                  |                |                       |                 |
| Coureur | Coureur          | Pays           | Équipe                | Temps           |
| 1er | Stefan Bissegger | Suisse         | EF Education-EasyPost | 9 h 13 min 02 s |
| 2e | Filippo Ganna    | Italie         | Ineos Grenadiers      | + 7 s           |
| 3e | Jasper Philipsen | Belgique       | Alpecin-Fenix         | + 12 s          |
| 4e | Tom Dumoulin     | Pays-Bas       | Jumbo-Visma           | + 14 s          |
| 5e | Tadej Pogačar    | Slovénie       | UAE Team Emirates     | + 18 s          |
| 6e | João Almeida     | Portugal       | UAE Team Emirates     | + 22 s          |
| 7e | Stefan de Bod    | Afrique du Sud | Astana Qazaqstan Team | + 24 s          |
| 8e | Aleksandr Vlasov | Russie         | Bora-Hansgrohe        | + 25 s          |
| 9e | Neilson Powless  | États-Unis     | EF Education-EasyPost | + 28 s          |
| 10e | Adam Yates       | Royaume-Uni    | Ineos Grenadiers      | + 29 s          |

### 4eétape
| \| Classement de l'étape \| Classement de l'étape \| Classement de l'étape \| Classement de l'étape \| Classement de l'étape \| \| Coureur \| Coureur \| Pays \| Équipe \| Temps \| \| --------------------- \| --------------------- \| --------------------- \| ---------------------------------- \| --------------------- \| \| 1er \| Tadej Pogačar \| Slovénie \| UAE Team Emirates \| 4 h 49 min 24 s \| \| 2e \| Adam Yates \| Royaume-Uni \| Ineos Grenadiers \| + 0 s \| \| 3e \| Aleksandr Vlasov \| Russie \| Bora-Hansgrohe \| + 0 s \| \| 4e \| Ruben Guerreiro \| Portugal \| EF Education-EasyPost \| + 3 s \| \| 5e \| Damien Howson \| Australie \| BikeExchange-Jayco \| + 3 s \| \| 6e \| Romain Bardet \| France \| Team DSM \| + 3 s \| \| 7e \| Jai Hindley \| Australie \| Bora-Hansgrohe \| + 3 s \| \| 8e \| Geoffrey Bouchard \| France \| AG2R Citroën Team \| + 3 s \| \| 9e \| Jan Hirt \| Tchéquie \| Intermarché-Wanty-Gobert Matériaux \| + 3 s \| \| 10e \| Pello Bilbao \| Espagne \| Bahrain Victorious \| + 3 s \| |                   |             |                                    |                 |
| |                   |             |                                    |                 |
| Source : ProCyclingStats |                   |             |                                    |                 |
| Classement de l'étape |                   |             |                                    |                 |
| Coureur | Coureur           | Pays        | Équipe                             | Temps           |
| 1er | Tadej Pogačar     | Slovénie    | UAE Team Emirates                  | 4 h 49 min 24 s |
| 2e | Adam Yates        | Royaume-Uni | Ineos Grenadiers                   | + 0 s           |
| 3e | Aleksandr Vlasov  | Russie      | Bora-Hansgrohe                     | + 0 s           |
| 4e | Ruben Guerreiro   | Portugal    | EF Education-EasyPost              | + 3 s           |
| 5e | Damien Howson     | Australie   | BikeExchange-Jayco                 | + 3 s           |
| 6e | Romain Bardet     | France      | Team DSM                           | + 3 s           |
| 7e | Jai Hindley       | Australie   | Bora-Hansgrohe                     | + 3 s           |
| 8e | Geoffrey Bouchard | France      | AG2R Citroën Team                  | + 3 s           |
| 9e | Jan Hirt          | Tchéquie    | Intermarché-Wanty-Gobert Matériaux | + 3 s           |
| 10e | Pello Bilbao      | Espagne     | Bahrain Victorious                 | + 3 s           |

| \| Classement général \| Classement général \| Classement général \| Classement général \| Classement général \| \| Coureur \| Coureur \| Pays \| Équipe \| Temps \| \| ------------------ \| ---------------------------- \| ------------------ \| --------------------- \| ------------------ \| \| 1er \| Tadej Pogačar \| Slovénie \| UAE Team Emirates \| 14 h 02 min 34 s \| \| 2e \| Filippo Ganna \| Italie \| Ineos Grenadiers \| + 2 s \| \| 3e \| Aleksandr Vlasov \| Russie \| Bora-Hansgrohe \| + 13 s \| \| 4e \| Adam Yates \| Royaume-Uni \| Ineos Grenadiers \| + 15 s \| \| 5e \| Neilson Powless \| États-Unis \| EF Education-EasyPost \| + 23 s \| \| 6e \| João Almeida \| Portugal \| UAE Team Emirates \| + 28 s \| \| 7e \| Pello Bilbao \| Espagne \| Bahrain Victorious \| + 35 s \| \| 8e \| Óscar Rodríguez Garaicoechea \| Espagne \| Movistar Team \| + 38 s \| \| 9e \| Ruben Guerreiro \| Portugal \| EF Education-EasyPost \| + 40 s \| \| 10e \| Geoffrey Bouchard \| France \| AG2R Citroën Team \| + 41 s \| |                              |             |                       |                  |
| |                              |             |                       |                  |
| Source : ProCyclingStats |                              |             |                       |                  |
| Classement général |                              |             |                       |                  |
| Coureur | Coureur                      | Pays        | Équipe                | Temps            |
| 1er | Tadej Pogačar                | Slovénie    | UAE Team Emirates     | 14 h 02 min 34 s |
| 2e | Filippo Ganna                | Italie      | Ineos Grenadiers      | + 2 s            |
| 3e | Aleksandr Vlasov             | Russie      | Bora-Hansgrohe        | + 13 s           |
| 4e | Adam Yates                   | Royaume-Uni | Ineos Grenadiers      | + 15 s           |
| 5e | Neilson Powless              | États-Unis  | EF Education-EasyPost | + 23 s           |
| 6e | João Almeida                 | Portugal    | UAE Team Emirates     | + 28 s           |
| 7e | Pello Bilbao                 | Espagne     | Bahrain Victorious    | + 35 s           |
| 8e | Óscar Rodríguez Garaicoechea | Espagne     | Movistar Team         | + 38 s           |
| 9e | Ruben Guerreiro              | Portugal    | EF Education-EasyPost | + 40 s           |
| 10e | Geoffrey Bouchard            | France      | AG2R Citroën Team     | + 41 s           |

### 5eétape
| \| Classement de l'étape \| Classement de l'étape \| Classement de l'étape \| Classement de l'étape \| Classement de l'étape \| \| Coureur \| Coureur \| Pays \| Équipe \| Temps \| \| --------------------- \| --------------------- \| --------------------- \| --------------------- \| --------------------- \| \| 1er \| Jasper Philipsen \| Belgique \| Alpecin-Fenix \| 4 h 17 min 05 s \| \| 2e \| Olav Kooij \| Pays-Bas \| Jumbo-Visma \| + 0 s \| \| 3e \| Sam Bennett \| Irlande \| Bora-Hansgrohe \| + 0 s \| \| 4e \| Matteo Malucelli \| Italie \| Gazprom-RusVelo \| + 0 s \| \| 5e \| Rudy Barbier \| France \| Israel-Premier Tech \| + 0 s \| \| 6e \| Elia Viviani \| Italie \| Ineos Grenadiers \| + 0 s \| \| 7e \| Arnaud Démare \| France \| Groupama-FDJ \| + 0 s \| \| 8e \| Alberto Dainese \| Italie \| Team DSM \| + 0 s \| \| 9e \| Max Kanter \| Allemagne \| Movistar Team \| + 0 s \| \| 10e \| Marc Brustenga \| Espagne \| Trek-Segafredo \| + 0 s \| |                  |           |                     |                 |
| |                  |           |                     |                 |
| Source : ProCyclingStats |                  |           |                     |                 |
| Classement de l'étape |                  |           |                     |                 |
| Coureur | Coureur          | Pays      | Équipe              | Temps           |
| 1er | Jasper Philipsen | Belgique  | Alpecin-Fenix       | 4 h 17 min 05 s |
| 2e | Olav Kooij       | Pays-Bas  | Jumbo-Visma         | + 0 s           |
| 3e | Sam Bennett      | Irlande   | Bora-Hansgrohe      | + 0 s           |
| 4e | Matteo Malucelli | Italie    | Gazprom-RusVelo     | + 0 s           |
| 5e | Rudy Barbier     | France    | Israel-Premier Tech | + 0 s           |
| 6e | Elia Viviani     | Italie    | Ineos Grenadiers    | + 0 s           |
| 7e | Arnaud Démare    | France    | Groupama-FDJ        | + 0 s           |
| 8e | Alberto Dainese  | Italie    | Team DSM            | + 0 s           |
| 9e | Max Kanter       | Allemagne | Movistar Team       | + 0 s           |
| 10e | Marc Brustenga   | Espagne   | Trek-Segafredo      | + 0 s           |

| \| Classement général \| Classement général \| Classement général \| Classement général \| Classement général \| \| Coureur \| Coureur \| Pays \| Équipe \| Temps \| \| ------------------ \| ---------------------------- \| ------------------ \| --------------------- \| ------------------ \| \| 1er \| Tadej Pogačar \| Slovénie \| UAE Team Emirates \| 18 h 19 min 37 s \| \| 2e \| Filippo Ganna \| Italie \| Ineos Grenadiers \| + 4 s \| \| 3e \| Aleksandr Vlasov \| Russie \| Bora-Hansgrohe \| + 14 s \| \| 4e \| Adam Yates \| Royaume-Uni \| Ineos Grenadiers \| + 17 s \| \| 5e \| Neilson Powless \| États-Unis \| EF Education-EasyPost \| + 25 s \| \| 6e \| João Almeida \| Portugal \| UAE Team Emirates \| + 30 s \| \| 7e \| Pello Bilbao \| Espagne \| Bahrain Victorious \| + 37 s \| \| 8e \| Óscar Rodríguez Garaicoechea \| Espagne \| Movistar Team \| + 40 s \| \| 9e \| Ruben Guerreiro \| Portugal \| EF Education-EasyPost \| + 42 s \| \| 10e \| Geoffrey Bouchard \| France \| AG2R Citroën Team \| + 43 s \| |                              |             |                       |                  |
| |                              |             |                       |                  |
| Source : ProCyclingStats |                              |             |                       |                  |
| Classement général |                              |             |                       |                  |
| Coureur | Coureur                      | Pays        | Équipe                | Temps            |
| 1er | Tadej Pogačar                | Slovénie    | UAE Team Emirates     | 18 h 19 min 37 s |
| 2e | Filippo Ganna                | Italie      | Ineos Grenadiers      | + 4 s            |
| 3e | Aleksandr Vlasov             | Russie      | Bora-Hansgrohe        | + 14 s           |
| 4e | Adam Yates                   | Royaume-Uni | Ineos Grenadiers      | + 17 s           |
| 5e | Neilson Powless              | États-Unis  | EF Education-EasyPost | + 25 s           |
| 6e | João Almeida                 | Portugal    | UAE Team Emirates     | + 30 s           |
| 7e | Pello Bilbao                 | Espagne     | Bahrain Victorious    | + 37 s           |
| 8e | Óscar Rodríguez Garaicoechea | Espagne     | Movistar Team         | + 40 s           |
| 9e | Ruben Guerreiro              | Portugal    | EF Education-EasyPost | + 42 s           |
| 10e | Geoffrey Bouchard            | France      | AG2R Citroën Team     | + 43 s           |

### 6eétape
| \| Classement de l'étape \| Classement de l'étape \| Classement de l'étape \| Classement de l'étape \| Classement de l'étape \| \| Coureur \| Coureur \| Pays \| Équipe \| Temps \| \| --------------------- \| --------------------- \| --------------------- \| --------------------- \| --------------------- \| \| 1er \| Mathias Vacek \| Tchéquie \| Gazprom-RusVelo \| 3 h 58 min 10 s \| \| 2e \| Paul Lapeira \| France \| AG2R Citroën Team \| + 0 s \| \| 3e \| Dmitri Strakhov \| Russie \| Gazprom-RusVelo \| + 0 s \| \| 4e \| Alessandro Tonelli \| Italie \| Bardiani CSF Faizanè \| + 0 s \| \| 5e \| Pavel Kochetkov \| Russie \| Gazprom-RusVelo \| + 5 s \| \| 6e \| Jasper Philipsen \| Belgique \| Alpecin-Fenix \| + 15 s \| \| 7e \| Dylan Groenewegen \| Pays-Bas \| BikeExchange-Jayco \| + 15 s \| \| 8e \| Pascal Ackermann \| Allemagne \| UAE Team Emirates \| + 15 s \| \| 9e \| Rudy Barbier \| France \| Israel-Premier Tech \| + 15 s \| \| 10e \| Jonathan Milan \| Italie \| Bahrain Victorious \| + 15 s \| |                    |           |                      |                 |
| |                    |           |                      |                 |
| Source : ProCyclingStats |                    |           |                      |                 |
| Classement de l'étape |                    |           |                      |                 |
| Coureur | Coureur            | Pays      | Équipe               | Temps           |
| 1er | Mathias Vacek      | Tchéquie  | Gazprom-RusVelo      | 3 h 58 min 10 s |
| 2e | Paul Lapeira       | France    | AG2R Citroën Team    | + 0 s           |
| 3e | Dmitri Strakhov    | Russie    | Gazprom-RusVelo      | + 0 s           |
| 4e | Alessandro Tonelli | Italie    | Bardiani CSF Faizanè | + 0 s           |
| 5e | Pavel Kochetkov    | Russie    | Gazprom-RusVelo      | + 5 s           |
| 6e | Jasper Philipsen   | Belgique  | Alpecin-Fenix        | + 15 s          |
| 7e | Dylan Groenewegen  | Pays-Bas  | BikeExchange-Jayco   | + 15 s          |
| 8e | Pascal Ackermann   | Allemagne | UAE Team Emirates    | + 15 s          |
| 9e | Rudy Barbier       | France    | Israel-Premier Tech  | + 15 s          |
| 10e | Jonathan Milan     | Italie    | Bahrain Victorious   | + 15 s          |

| \| Classement général \| Classement général \| Classement général \| Classement général \| Classement général \| \| Coureur \| Coureur \| Pays \| Équipe \| Temps \| \| ------------------ \| ---------------------------- \| ------------------ \| --------------------- \| ------------------ \| \| 1er \| Tadej Pogačar \| Slovénie \| UAE Team Emirates \| 22 h 18 min 02 s \| \| 2e \| Filippo Ganna \| Italie \| Ineos Grenadiers \| + 4 s \| \| 3e \| Aleksandr Vlasov \| Russie \| Bora-Hansgrohe \| + 14 s \| \| 4e \| Adam Yates \| Royaume-Uni \| Ineos Grenadiers \| + 17 s \| \| 5e \| Neilson Powless \| États-Unis \| EF Education-EasyPost \| + 25 s \| \| 6e \| João Almeida \| Portugal \| UAE Team Emirates \| + 30 s \| \| 7e \| Pello Bilbao \| Espagne \| Bahrain Victorious \| + 37 s \| \| 8e \| Óscar Rodríguez Garaicoechea \| Espagne \| Movistar Team \| + 40 s \| \| 9e \| Ruben Guerreiro \| Portugal \| EF Education-EasyPost \| + 42 s \| \| 10e \| Geoffrey Bouchard \| France \| AG2R Citroën Team \| + 43 s \| |                              |             |                       |                  |
| |                              |             |                       |                  |
| Source : ProCyclingStats |                              |             |                       |                  |
| Classement général |                              |             |                       |                  |
| Coureur | Coureur                      | Pays        | Équipe                | Temps            |
| 1er | Tadej Pogačar                | Slovénie    | UAE Team Emirates     | 22 h 18 min 02 s |
| 2e | Filippo Ganna                | Italie      | Ineos Grenadiers      | + 4 s            |
| 3e | Aleksandr Vlasov             | Russie      | Bora-Hansgrohe        | + 14 s           |
| 4e | Adam Yates                   | Royaume-Uni | Ineos Grenadiers      | + 17 s           |
| 5e | Neilson Powless              | États-Unis  | EF Education-EasyPost | + 25 s           |
| 6e | João Almeida                 | Portugal    | UAE Team Emirates     | + 30 s           |
| 7e | Pello Bilbao                 | Espagne     | Bahrain Victorious    | + 37 s           |
| 8e | Óscar Rodríguez Garaicoechea | Espagne     | Movistar Team         | + 40 s           |
| 9e | Ruben Guerreiro              | Portugal    | EF Education-EasyPost | + 42 s           |
| 10e | Geoffrey Bouchard            | France      | AG2R Citroën Team     | + 43 s           |

### 7eétape
| \| Classement de l'étape \| Classement de l'étape \| Classement de l'étape \| Classement de l'étape \| Classement de l'étape \| \| Coureur \| Coureur \| Pays \| Équipe \| Temps \| \| --------------------- \| --------------------- \| --------------------- \| --------------------- \| --------------------- \| \| 1er \| Tadej Pogačar \| Slovénie \| UAE Team Emirates \| 3 h 20 min 24 s \| \| 2e \| Adam Yates \| Royaume-Uni \| Ineos Grenadiers \| + 1 s \| \| 3e \| Pello Bilbao \| Espagne \| Bahrain Victorious \| + 5 s \| \| 4e \| João Almeida \| Portugal \| UAE Team Emirates \| + 15 s \| \| 5e \| Luke Plapp \| Australie \| Ineos Grenadiers \| + 16 s \| \| 6e \| Carlos Verona \| Espagne \| Movistar Team \| + 16 s \| \| 7e \| Rafał Majka \| Pologne \| UAE Team Emirates \| + 16 s \| \| 8e \| Aleksandr Vlasov \| Russie \| Bora-Hansgrohe \| + 30 s \| \| 9e \| Geoffrey Bouchard \| France \| AG2R Citroën Team \| + 53 s \| \| 10e \| Chris Harper \| Australie \| Jumbo-Visma \| + 53 s \| |                   |             |                    |                 |
| |                   |             |                    |                 |
| Source : ProCyclingStats |                   |             |                    |                 |
| Classement de l'étape |                   |             |                    |                 |
| Coureur | Coureur           | Pays        | Équipe             | Temps           |
| 1er | Tadej Pogačar     | Slovénie    | UAE Team Emirates  | 3 h 20 min 24 s |
| 2e | Adam Yates        | Royaume-Uni | Ineos Grenadiers   | + 1 s           |
| 3e | Pello Bilbao      | Espagne     | Bahrain Victorious | + 5 s           |
| 4e | João Almeida      | Portugal    | UAE Team Emirates  | + 15 s          |
| 5e | Luke Plapp        | Australie   | Ineos Grenadiers   | + 16 s          |
| 6e | Carlos Verona     | Espagne     | Movistar Team      | + 16 s          |
| 7e | Rafał Majka       | Pologne     | UAE Team Emirates  | + 16 s          |
| 8e | Aleksandr Vlasov  | Russie      | Bora-Hansgrohe     | + 30 s          |
| 9e | Geoffrey Bouchard | France      | AG2R Citroën Team  | + 53 s          |
| 10e | Chris Harper      | Australie   | Jumbo-Visma        | + 53 s          |

## Classements finals

### Classement général
| \| Classement général \| Classement général \| Classement général \| Classement général \| Classement général \| \| Coureur \| Coureur \| Pays \| Équipe \| Temps \| \| ------------------ \| ------------------ \| ------------------ \| --------------------- \| ------------------ \| \| 1er \| Tadej Pogačar \| Slovénie \| UAE Team Emirates \| 25 h 38 min 16 s \| \| 2e \| Adam Yates \| Royaume-Uni \| Ineos Grenadiers \| + 22 s \| \| 3e \| Pello Bilbao \| Espagne \| Bahrain Victorious \| + 48 s \| \| 4e \| Aleksandr Vlasov \| Russie \| Bora-Hansgrohe \| + 54 s \| \| 5e \| João Almeida \| Portugal \| UAE Team Emirates \| + 55 s \| \| 6e \| Carlos Verona \| Espagne \| Movistar Team \| + 1 min 17 s \| \| 7e \| Rafał Majka \| Pologne \| UAE Team Emirates \| + 1 min 24 s \| \| 8e \| Geoffrey Bouchard \| France \| AG2R Citroën Team \| + 1 min 46 s \| \| 9e \| Romain Bardet \| France \| Team DSM \| + 1 min 46 s \| \| 10e \| David de la Cruz \| Espagne \| Astana Qazaqstan Team \| + 1 min 58 s \| |                   |             |                       |                  |
| |                   |             |                       |                  |
| Source : ProCyclingStats |                   |             |                       |                  |
| Classement général |                   |             |                       |                  |
| Coureur | Coureur           | Pays        | Équipe                | Temps            |
| 1er | Tadej Pogačar     | Slovénie    | UAE Team Emirates     | 25 h 38 min 16 s |
| 2e | Adam Yates        | Royaume-Uni | Ineos Grenadiers      | + 22 s           |
| 3e | Pello Bilbao      | Espagne     | Bahrain Victorious    | + 48 s           |
| 4e | Aleksandr Vlasov  | Russie      | Bora-Hansgrohe        | + 54 s           |
| 5e | João Almeida      | Portugal    | UAE Team Emirates     | + 55 s           |
| 6e | Carlos Verona     | Espagne     | Movistar Team         | + 1 min 17 s     |
| 7e | Rafał Majka       | Pologne     | UAE Team Emirates     | + 1 min 24 s     |
| 8e | Geoffrey Bouchard | France      | AG2R Citroën Team     | + 1 min 46 s     |
| 9e | Romain Bardet     | France      | Team DSM              | + 1 min 46 s     |
| 10e | David de la Cruz  | Espagne     | Astana Qazaqstan Team | + 1 min 58 s     |

### Classements annexes
| Classement par points | Classement par points | Classement par points | Classement par points | Classement par points |
| Coureur               | Coureur               | Pays                  | Équipe                | Points                |
| --------------------- | --------------------- | --------------------- | --------------------- | --------------------- |
| 1er                   | Jasper Philipsen      | Belgique              | Alpecin-Fenix         | 76 pts                |
| 2e                    | Dmitri Strakhov       | Russie                | Gazprom-RusVelo       | 69 pts                |
| 3e                    | Tadej Pogačar         | Slovénie              | UAE Team Emirates     | 54 pts                |
| 4e                    | Adam Yates            | Royaume-Uni           | Ineos Grenadiers      | 32 pts                |
| 5e                    | Pavel Kochetkov       | Russie                | Gazprom-RusVelo       | 29 pts                |
| 6e                    | Alessandro Tonelli    | Italie                | Bardiani CSF Faizanè  | 28 pts                |
| 7e                    | Olav Kooij            | Pays-Bas              | Jumbo-Visma           | 28 pts                |
| 8e                    | Sam Bennett           | Irlande               | Bora-Hansgrohe        | 28 pts                |
| 9e                    | Stefan Bissegger      | Suisse                | EF Education-EasyPost | 21 pts                |
| 10e                   | Mathias Vacek         | Tchéquie              | Gazprom-RusVelo       | 21 pts                |

| Classement par points | Classement par points | Classement par points | Classement par points | Classement par points |
| Coureur               | Coureur               | Pays                  | Équipe                | Points                |
| --------------------- | --------------------- | --------------------- | --------------------- | --------------------- |
| 1er                   | Jasper Philipsen      | Belgique              | Alpecin-Fenix         | 76 pts                |
| 2e                    | Dmitri Strakhov       | Russie                | Gazprom-RusVelo       | 69 pts                |
| 3e                    | Tadej Pogačar         | Slovénie              | UAE Team Emirates     | 54 pts                |
| 4e                    | Adam Yates            | Royaume-Uni           | Ineos Grenadiers      | 32 pts                |
| 5e                    | Pavel Kochetkov       | Russie                | Gazprom-RusVelo       | 29 pts                |
| 6e                    | Alessandro Tonelli    | Italie                | Bardiani CSF Faizanè  | 28 pts                |
| 7e                    | Olav Kooij            | Pays-Bas              | Jumbo-Visma           | 28 pts                |
| 8e                    | Sam Bennett           | Irlande               | Bora-Hansgrohe        | 28 pts                |
| 9e                    | Stefan Bissegger      | Suisse                | EF Education-EasyPost | 21 pts                |
| 10e                   | Mathias Vacek         | Tchéquie              | Gazprom-RusVelo       | 21 pts                |

| Classement du meilleur jeune | Classement du meilleur jeune | Classement du meilleur jeune | Classement du meilleur jeune | Classement du meilleur jeune |
| Coureur                      | Coureur                      | Pays                         | Équipe                       | Temps                        |
| ---------------------------- | ---------------------------- | ---------------------------- | ---------------------------- | ---------------------------- |
| 1er                          | Tadej Pogačar                | Slovénie                     | UAE Team Emirates            | 25 h 38 min 16 s             |
| 2e                           | João Almeida                 | Portugal                     | UAE Team Emirates            | + 55 s                       |
| 3e                           | Luke Plapp                   | Australie                    | Ineos Grenadiers             | + 2 min 11 s                 |
| 4e                           | Gino Mäder                   | Suisse                       | Bahrain Victorious           | + 2 min 42 s                 |
| 5e                           | Thymen Arensman              | Pays-Bas                     | Team DSM                     | + 2 min 47 s                 |
| 6e                           | Andreas Leknessund           | Norvège                      | Team DSM                     | + 3 min 20 s                 |
| 7e                           | Sebastian Berwick            | Australie                    | Israel-Premier Tech          | + 3 min 56 s                 |
| 8e                           | Samuele Zoccarato            | Italie                       | Bardiani CSF Faizanè         | + 5 min 43 s                 |
| 9e                           | Vadim Pronskiy               | Kazakhstan                   | Astana Qazaqstan Team        | + 7 min 43 s                 |
| 10e                          | Luca Covili                  | Italie                       | Bardiani CSF Faizanè         | + 8 min 39 s                 |

| Classement du meilleur jeune | Classement du meilleur jeune | Classement du meilleur jeune | Classement du meilleur jeune | Classement du meilleur jeune |
| Coureur                      | Coureur                      | Pays                         | Équipe                       | Temps                        |
| ---------------------------- | ---------------------------- | ---------------------------- | ---------------------------- | ---------------------------- |
| 1er                          | Tadej Pogačar                | Slovénie                     | UAE Team Emirates            | 25 h 38 min 16 s             |
| 2e                           | João Almeida                 | Portugal                     | UAE Team Emirates            | + 55 s                       |
| 3e                           | Luke Plapp                   | Australie                    | Ineos Grenadiers             | + 2 min 11 s                 |
| 4e                           | Gino Mäder                   | Suisse                       | Bahrain Victorious           | + 2 min 42 s                 |
| 5e                           | Thymen Arensman              | Pays-Bas                     | Team DSM                     | + 2 min 47 s                 |
| 6e                           | Andreas Leknessund           | Norvège                      | Team DSM                     | + 3 min 20 s                 |
| 7e                           | Sebastian Berwick            | Australie                    | Israel-Premier Tech          | + 3 min 56 s                 |
| 8e                           | Samuele Zoccarato            | Italie                       | Bardiani CSF Faizanè         | + 5 min 43 s                 |
| 9e                           | Vadim Pronskiy               | Kazakhstan                   | Astana Qazaqstan Team        | + 7 min 43 s                 |
| 10e                          | Luca Covili                  | Italie                       | Bardiani CSF Faizanè         | + 8 min 39 s                 |

| Classement par équipes | Classement par équipes             | Classement par équipes | Classement par équipes |
| Équipe                 | Équipe                             | Pays                   | Temps                  |
| ---------------------- | ---------------------------------- | ---------------------- | ---------------------- |
| 1re                    | UAE Team Emirates                  | Émirats arabes unis    | 76 h 56 min 52 s       |
| 2e                     | Team DSM                           | Pays-Bas               | + 5 min 38 s           |
| 3e                     | Bahrain Victorious                 | Bahreïn                | + 9 min 08 s           |
| 4e                     | Intermarché-Wanty-Gobert Matériaux | Belgique               | + 9 min 26 s           |
| 5e                     | EF Education-EasyPost              | États-Unis             | + 10 min 31 s          |
| 6e                     | Astana Qazaqstan Team              | Kazakhstan             | + 11 min 00 s          |
| 7e                     | Movistar Team                      | Espagne                | + 11 min 49 s          |
| 8e                     | Bora-Hansgrohe                     | Allemagne              | + 13 min 29 s          |
| 9e                     | Jumbo-Visma                        | Pays-Bas               | + 15 min 07 s          |
| 10e                    | Ineos Grenadiers                   | Royaume-Uni            | + 18 min 21 s          |

| Classement par équipes | Classement par équipes             | Classement par équipes | Classement par équipes |
| Équipe                 | Équipe                             | Pays                   | Temps                  |
| ---------------------- | ---------------------------------- | ---------------------- | ---------------------- |
| 1re                    | UAE Team Emirates                  | Émirats arabes unis    | 76 h 56 min 52 s       |
| 2e                     | Team DSM                           | Pays-Bas               | + 5 min 38 s           |
| 3e                     | Bahrain Victorious                 | Bahreïn                | + 9 min 08 s           |
| 4e                     | Intermarché-Wanty-Gobert Matériaux | Belgique               | + 9 min 26 s           |
| 5e                     | EF Education-EasyPost              | États-Unis             | + 10 min 31 s          |
| 6e                     | Astana Qazaqstan Team              | Kazakhstan             | + 11 min 00 s          |
| 7e                     | Movistar Team                      | Espagne                | + 11 min 49 s          |
| 8e                     | Bora-Hansgrohe                     | Allemagne              | + 13 min 29 s          |
| 9e                     | Jumbo-Visma                        | Pays-Bas               | + 15 min 07 s          |
| 10e                    | Ineos Grenadiers                   | Royaume-Uni            | + 18 min 21 s          |

### Classements UCI
La course attribue des points au Classement mondial UCI 2022 selon le barème suivant :
| Position           | 1er | 2e  | 3e  | 4e  | 5e  | 6e  | 7e | 8e | 9e | 10e | 11e | 12e | 13e à 15e | 16e à 25e |
| Classement général | 300 | 250 | 215 | 175 | 120 | 115 | 95 | 75 | 60 | 50  | 40  | 35  | 5         | 3         |
| Par étapes         | 40  | 15  | 6   |     |     |     |    |    |    |     |     |     |           |           |
| Leader             | 6   |     |     |     |     |     |    |    |    |     |     |     |           |           |

## Évolution des classements
| Étape              | Vainqueur          | Classement général | Classement par points | Classement des sprints | Classement du meilleur jeune | Classement par équipes |
| ------------------ | ------------------ | ------------------ | --------------------- | ---------------------- | ---------------------------- | ---------------------- |
| 1                  | Jasper Philipsen   | Jasper Philipsen   | Jasper Philipsen      | Dmitri Strakhov        | Jasper Philipsen             | Bora-Hansgrohe         |
| 2                  | Mark Cavendish     | Jasper Philipsen   | Jasper Philipsen      | Dmitri Strakhov        | Jasper Philipsen             | EF Education-EasyPost  |
| 3                  | Stefan Bissegger   | Stefan Bissegger   | Jasper Philipsen      | Dmitri Strakhov        | Stefan Bissegger             | EF Education-EasyPost  |
| 4                  | Tadej Pogačar      | Tadej Pogačar      | Jasper Philipsen      | Dmitri Strakhov        | Tadej Pogačar                | UAE Team Emirates      |
| 5                  | Jasper Philipsen   | Tadej Pogačar      | Jasper Philipsen      | Dmitri Strakhov        | Tadej Pogačar                | UAE Team Emirates      |
| 6                  | Mathias Vacek      | Tadej Pogačar      | Jasper Philipsen      | Dmitri Strakhov        | Tadej Pogačar                | UAE Team Emirates      |
| 7                  | Tadej Pogačar      | Tadej Pogačar      | Jasper Philipsen      | Dmitri Strakhov        | Tadej Pogačar                | UAE Team Emirates      |
| Classements finals | Classements finals | Tadej Pogačar      | Jasper Philipsen      | Dmitri Strakhov        | Tadej Pogačar                | UAE Team Emirates      |

## Liste des participants
| UAE Team Emirates UAD | UAE Team Emirates UAD     | UAE Team Emirates UAD |
| --------------------- | ------------------------- | --------------------- |
| Num                   | Coureur                   | Pos                   |
| 1                     | Tadej Pogačar (SLO)       | 1er                   |
| 2                     | Pascal Ackermann (GER)    | 115e                  |
| 3                     | João Almeida (POR)        | 5e                    |
| 4                     | George Bennett (NZL)      | 36e                   |
| 5                     | Mikkel Bjerg (DEN)        | 113e                  |
| 6                     | Rafał Majka (POL)         | 7e                    |
| 7                     | Maximiliano Richeze (ARG) | 117e                  |

| AG2R Citroën Team ACT | AG2R Citroën Team ACT   | AG2R Citroën Team ACT |
| --------------------- | ----------------------- | --------------------- |
| Num                   | Coureur                 | Pos                   |
| 11                    | Bob Jungels (LUX)       | 31e                   |
| 12                    | Clément Berthet (FRA)   | 52e                   |
| 13                    | Geoffrey Bouchard (FRA) | 8e                    |
| 14                    | Paul Lapeira (FRA)      | 70e                   |
| 16                    | Clément Venturini (FRA) | 59e                   |
| 17                    | Marc Sarreau (FRA)      | 75e                   |

| Alpecin-Fenix AFC | Alpecin-Fenix AFC       | Alpecin-Fenix AFC |
| ----------------- | ----------------------- | ----------------- |
| Num               | Coureur                 | Pos               |
| 21                | Jasper Philipsen (BEL)  | 93e               |
| 22                | Jonas Rickaert (BEL)    | 96e               |
| 23                | Kristian Sbaragli (ITA) | 46e               |
| 24                | Robert Stannard (AUS)   | 73e               |
| 25                | Scott Thwaites (GBR)    | 79e               |
| 26                | Gianni Vermeersch (BEL) | 43e               |

| Astana Qazaqstan Team AST | Astana Qazaqstan Team AST | Astana Qazaqstan Team AST |
| ------------------------- | ------------------------- | ------------------------- |
| Num                       | Coureur                   | Pos                       |
| 31                        | David de la Cruz (ESP)    | 10e                       |
| 32                        | Stefan de Bod (RSA)       | 19e                       |
| 33                        | Yevgeniy Gidich (KAZ)     | 65e                       |
| 34                        | Sebastián Henao (COL)     | 42e                       |
| 35                        | Yuriy Natarov (KAZ)       | 39e                       |
| 36                        | Vadim Pronskiy (KAZ)      | 34e                       |
| 37                        | Artyom Zakharov (KAZ)     | 60e                       |

| Bahrain Victorious TBV | Bahrain Victorious TBV      | Bahrain Victorious TBV |
| ---------------------- | --------------------------- | ---------------------- |
| Num                    | Coureur                     | Pos                    |
| 41                     | Gino Mäder (SUI)            | 15e                    |
| 42                     | Pello Bilbao (ESP)          | 3e                     |
| 43                     | Filip Maciejuk (POL)        | 77e                    |
| 44                     | Jonathan Milan (ITA)        | 97e                    |
| 45                     | Alejandro Osorio (COL)      | 49e                    |
| 46                     | Hermann Pernsteiner (AUT)   | 37e                    |
| 47                     | Johan Price-Pejtersen (DEN) | 120e                   |

| Bardiani CSF Faizanè BCF | Bardiani CSF Faizanè BCF | Bardiani CSF Faizanè BCF |
| ------------------------ | ------------------------ | ------------------------ |
| Num                      | Coureur                  | Pos                      |
| 51                       | Jhonatan Cañaveral (COL) | 69e                      |
| 52                       | Luca Covili (ITA)        | 38e                      |
| 53                       | Sacha Modolo (ITA)       | 66e                      |
| 54                       | Luca Rastelli (ITA)      | 81e                      |
| 55                       | Alessandro Tonelli (ITA) | 61e                      |
| 57                       | Samuele Zoccarato (ITA)  | 30e                      |

| Bora-Hansgrohe BOH | Bora-Hansgrohe BOH              | Bora-Hansgrohe BOH |
| ------------------ | ------------------------------- | ------------------ |
| Num                | Coureur                         | Pos                |
| 61                 | Jai Hindley (AUS)               | 14e                |
| 62                 | Shane Archbold (NZL)            | 86e                |
| 63                 | Sam Bennett (IRL)               | 119e               |
| 64                 | Patrick Konrad (AUT) (route)    | 45e                |
| 65                 | Ryan Mullen (IRL) (route)       | 91e                |
| 66                 | Danny van Poppel (NED)          | 84e                |
| 67                 | Aleksandr Vlasov (RUS) (chrono) | 4e                 |

| EF Education-EasyPost EFE | EF Education-EasyPost EFE    | EF Education-EasyPost EFE |
| ------------------------- | ---------------------------- | ------------------------- |
| Num                       | Coureur                      | Pos                       |
| 71                        | Ruben Guerreiro (POR)        | 21e                       |
| 72                        | Stefan Bissegger (SUI)       | 48e                       |
| 73                        | Merhawi Kudus (ERI) (chrono) | 35e                       |
| 74                        | Sebastian Langeveld (NED)    | 109e                      |
| 75                        | Neilson Powless (USA)        | 11e                       |
| 76                        | Sean Quinn (USA)             | AB-7                      |
| 77                        | Marijn van den Berg (NED)    | 72e                       |

| Gazprom-RusVelo GAZ | Gazprom-RusVelo GAZ          | Gazprom-RusVelo GAZ |
| ------------------- | ---------------------------- | ------------------- |
| Num                 | Coureur                      | Pos                 |
| 81                  | Pavel Kochetkov (RUS)        | 58e                 |
| 82                  | Michael Kukrle (CZE) (route) | 50e                 |
| 83                  | Matteo Malucelli (ITA)       | 116e                |
| 84                  | Denis Nekrasov (RUS)         | NP-1                |
| 85                  | Ivan Rovny (RUS)             | 62e                 |
| 86                  | Dmitri Strakhov (RUS)        | 33e                 |
| 87                  | Mathias Vacek (CZE)          | 71e                 |

| Groupama-FDJ GFC | Groupama-FDJ GFC                  | Groupama-FDJ GFC |
| ---------------- | --------------------------------- | ---------------- |
| Num              | Coureur                           | Pos              |
| 91               | Arnaud Démare (FRA)               | 68e              |
| 92               | Matteo Badilatti (SUI)            | 23e              |
| 93               | Clément Davy (FRA)                | 112e             |
| 94               | Jacopo Guarnieri (ITA)            | 105e             |
| 95               | Ignatas Konovalovas (LTU) (route) | 92e              |
| 96               | Miles Scotson (AUS)               | 51e              |
| 97               | Ramon Sinkeldam (NED)             | 76e              |

| Ineos Grenadiers IGD | Ineos Grenadiers IGD         | Ineos Grenadiers IGD |
| -------------------- | ---------------------------- | -------------------- |
| Num                  | Coureur                      | Pos                  |
| 101                  | Adam Yates (GBR)             | 2e                   |
| 102                  | Filippo Ganna (ITA) (chrono) | 64e                  |
| 103                  | Luke Plapp (AUS) (route)     | 12e                  |
| 104                  | Andrey Amador (CRC)          | 94e                  |
| 105                  | Michał Kwiatkowski (POL)     | 101e                 |
| 107                  | Elia Viviani (ITA)           | 103e                 |

| Intermarché-Wanty-Gobert Matériaux IWG | Intermarché-Wanty-Gobert Matériaux IWG | Intermarché-Wanty-Gobert Matériaux IWG |
| -------------------------------------- | -------------------------------------- | -------------------------------------- |
| Num                                    | Coureur                                | Pos                                    |
| 111                                    | Louis Meintjes (RSA)                   | 17e                                    |
| 112                                    | Tom Devriendt (BEL)                    | 98e                                    |
| 113                                    | Jan Hirt (CZE)                         | 24e                                    |
| 114                                    | Julius Johansen (DEN)                  | 106e                                   |
| 115                                    | Rein Taaramäe (EST) (chrono)           | 27e                                    |

| Israel-Premier Tech IPT | Israel-Premier Tech IPT | Israel-Premier Tech IPT |
| ----------------------- | ----------------------- | ----------------------- |
| Num                     | Coureur                 | Pos                     |
| 121                     | Rudy Barbier (FRA)      | 95e                     |
| 122                     | Sebastian Berwick (AUS) | 22e                     |
| 123                     | Alex Dowsett (GBR)      | 114e                    |
| 124                     | Daryl Impey (RSA)       | 53e                     |
| 125                     | Taj Jones (AUS)         | 100e                    |
| 126                     | Rick Zabel (GER)        | 83e                     |

| Jumbo-Visma TJV | Jumbo-Visma TJV             | Jumbo-Visma TJV |
| --------------- | --------------------------- | --------------- |
| Num             | Coureur                     | Pos             |
| 131             | Tom Dumoulin (NED) (chrono) | 41e             |
| 132             | Koen Bouwman (NED)          | 28e             |
| 133             | Chris Harper (AUS)          | 13e             |
| 134             | Olav Kooij (NED)            | 107e            |
| 135             | Timo Roosen (NED) (route)   | 56e             |
| 136             | Jos van Emden (NED)         | 54e             |

| Lotto-Soudal LTS | Lotto-Soudal LTS          | Lotto-Soudal LTS |
| ---------------- | ------------------------- | ---------------- |
| Num              | Coureur                   | Pos              |
| 141              | Jarrad Drizners (AUS)     | NP-7             |
| 142              | Matthew Holmes (GBR)      | 32e              |
| 143              | Michael Schwarzmann (GER) | 108e             |
| 144              | Xandres Vervloesem (BEL)  | 63e              |

| Movistar Team MOV | Movistar Team MOV                  | Movistar Team MOV |
| ----------------- | ---------------------------------- | ----------------- |
| Num               | Coureur                            | Pos               |
| 151               | Carlos Verona (ESP)                | 6e                |
| 152               | William Barta (USA)                | 40e               |
| 153               | Mathias Norsgaard (DEN)            | 57e               |
| 154               | Max Kanter (GER)                   | 85e               |
| 155               | Óscar Rodríguez Garaicoechea (ESP) | 20e               |
| 156               | Sergio Samitier (ESP)              | 55e               |
| 157               | Albert Torres (ESP)                | 44e               |

| Quick-Step Alpha Vinyl QST | Quick-Step Alpha Vinyl QST | Quick-Step Alpha Vinyl QST |
| -------------------------- | -------------------------- | -------------------------- |
| Num                        | Coureur                    | Pos                        |
| 161                        | Mark Cavendish (GBR)       | 88e                        |
| 163                        | Fausto Masnada (ITA)       | 26e                        |
| 164                        | Michael Mørkøv (DEN)       | 74e                        |
| 165                        | Stijn Steels (BEL)         | 80e                        |
| 166                        | Stan Van Tricht (BEL)      | 78e                        |
| 167                        | Ethan Vernon (GBR)         | 82e                        |

| BikeExchange-Jayco BEX | BikeExchange-Jayco BEX  | BikeExchange-Jayco BEX |
| ---------------------- | ----------------------- | ---------------------- |
| Num                    | Coureur                 | Pos                    |
| 171                    | Dylan Groenewegen (NED) | 102e                   |
| 172                    | Sam Bewley (NZL)        | 122e                   |
| 173                    | Kaden Groves (AUS)      | 118e                   |
| 174                    | Damien Howson (AUS)     | 29e                    |
| 175                    | Luka Mezgec (SLO)       | 89e                    |
| 176                    | Kelland O'Brien (AUS)   | 121e                   |
| 177                    | Campbell Stewart (NZL)  | 111e                   |

| Team DSM DSM | Team DSM DSM             | Team DSM DSM |
| ------------ | ------------------------ | ------------ |
| Num          | Coureur                  | Pos          |
| 181          | Romain Bardet (FRA)      | 9e           |
| 182          | Thymen Arensman (NED)    | 16e          |
| 183          | Cees Bol (NED)           | 104e         |
| 184          | Alberto Dainese (ITA)    | 67e          |
| 185          | Andreas Leknessund (NOR) | 18e          |
| 186          | Niklas Märkl (GER)       | 90e          |
| 187          | Joris Nieuwenhuis (NED)  | AB-7         |

| Trek-Segafredo TFS | Trek-Segafredo TFS   | Trek-Segafredo TFS |
| ------------------ | -------------------- | ------------------ |
| Num                | Coureur              | Pos                |
| 191                | Marc Brustenga (ESP) | 99e                |
| 192                | Dario Cataldo (ITA)  | 25e                |
| 193                | Jakob Egholm (DEN)   | 110e               |
| 194                | Emīls Liepiņš (LAT)  | 87e                |
| 195                | Simon Pellaud (SUI)  | 47e                |

| UAE Team Emirates UAD | UAE Team Emirates UAD     | UAE Team Emirates UAD |
| --------------------- | ------------------------- | --------------------- |
| Num                   | Coureur                   | Pos                   |
| 1                     | Tadej Pogačar (SLO)       | 1er                   |
| 2                     | Pascal Ackermann (GER)    | 115e                  |
| 3                     | João Almeida (POR)        | 5e                    |
| 4                     | George Bennett (NZL)      | 36e                   |
| 5                     | Mikkel Bjerg (DEN)        | 113e                  |
| 6                     | Rafał Majka (POL)         | 7e                    |
| 7                     | Maximiliano Richeze (ARG) | 117e                  |

| AG2R Citroën Team ACT | AG2R Citroën Team ACT   | AG2R Citroën Team ACT |
| --------------------- | ----------------------- | --------------------- |
| Num                   | Coureur                 | Pos                   |
| 11                    | Bob Jungels (LUX)       | 31e                   |
| 12                    | Clément Berthet (FRA)   | 52e                   |
| 13                    | Geoffrey Bouchard (FRA) | 8e                    |
| 14                    | Paul Lapeira (FRA)      | 70e                   |
| 16                    | Clément Venturini (FRA) | 59e                   |
| 17                    | Marc Sarreau (FRA)      | 75e                   |

| Alpecin-Fenix AFC | Alpecin-Fenix AFC       | Alpecin-Fenix AFC |
| ----------------- | ----------------------- | ----------------- |
| Num               | Coureur                 | Pos               |
| 21                | Jasper Philipsen (BEL)  | 93e               |
| 22                | Jonas Rickaert (BEL)    | 96e               |
| 23                | Kristian Sbaragli (ITA) | 46e               |
| 24                | Robert Stannard (AUS)   | 73e               |
| 25                | Scott Thwaites (GBR)    | 79e               |
| 26                | Gianni Vermeersch (BEL) | 43e               |

| Astana Qazaqstan Team AST | Astana Qazaqstan Team AST | Astana Qazaqstan Team AST |
| ------------------------- | ------------------------- | ------------------------- |
| Num                       | Coureur                   | Pos                       |
| 31                        | David de la Cruz (ESP)    | 10e                       |
| 32                        | Stefan de Bod (RSA)       | 19e                       |
| 33                        | Yevgeniy Gidich (KAZ)     | 65e                       |
| 34                        | Sebastián Henao (COL)     | 42e                       |
| 35                        | Yuriy Natarov (KAZ)       | 39e                       |
| 36                        | Vadim Pronskiy (KAZ)      | 34e                       |
| 37                        | Artyom Zakharov (KAZ)     | 60e                       |

| Bahrain Victorious TBV | Bahrain Victorious TBV      | Bahrain Victorious TBV |
| ---------------------- | --------------------------- | ---------------------- |
| Num                    | Coureur                     | Pos                    |
| 41                     | Gino Mäder (SUI)            | 15e                    |
| 42                     | Pello Bilbao (ESP)          | 3e                     |
| 43                     | Filip Maciejuk (POL)        | 77e                    |
| 44                     | Jonathan Milan (ITA)        | 97e                    |
| 45                     | Alejandro Osorio (COL)      | 49e                    |
| 46                     | Hermann Pernsteiner (AUT)   | 37e                    |
| 47                     | Johan Price-Pejtersen (DEN) | 120e                   |

| Bardiani CSF Faizanè BCF | Bardiani CSF Faizanè BCF | Bardiani CSF Faizanè BCF |
| ------------------------ | ------------------------ | ------------------------ |
| Num                      | Coureur                  | Pos                      |
| 51                       | Jhonatan Cañaveral (COL) | 69e                      |
| 52                       | Luca Covili (ITA)        | 38e                      |
| 53                       | Sacha Modolo (ITA)       | 66e                      |
| 54                       | Luca Rastelli (ITA)      | 81e                      |
| 55                       | Alessandro Tonelli (ITA) | 61e                      |
| 57                       | Samuele Zoccarato (ITA)  | 30e                      |

| Bora-Hansgrohe BOH | Bora-Hansgrohe BOH              | Bora-Hansgrohe BOH |
| ------------------ | ------------------------------- | ------------------ |
| Num                | Coureur                         | Pos                |
| 61                 | Jai Hindley (AUS)               | 14e                |
| 62                 | Shane Archbold (NZL)            | 86e                |
| 63                 | Sam Bennett (IRL)               | 119e               |
| 64                 | Patrick Konrad (AUT) (route)    | 45e                |
| 65                 | Ryan Mullen (IRL) (route)       | 91e                |
| 66                 | Danny van Poppel (NED)          | 84e                |
| 67                 | Aleksandr Vlasov (RUS) (chrono) | 4e                 |

| EF Education-EasyPost EFE | EF Education-EasyPost EFE    | EF Education-EasyPost EFE |
| ------------------------- | ---------------------------- | ------------------------- |
| Num                       | Coureur                      | Pos                       |
| 71                        | Ruben Guerreiro (POR)        | 21e                       |
| 72                        | Stefan Bissegger (SUI)       | 48e                       |
| 73                        | Merhawi Kudus (ERI) (chrono) | 35e                       |
| 74                        | Sebastian Langeveld (NED)    | 109e                      |
| 75                        | Neilson Powless (USA)        | 11e                       |
| 76                        | Sean Quinn (USA)             | AB-7                      |
| 77                        | Marijn van den Berg (NED)    | 72e                       |

| Gazprom-RusVelo GAZ | Gazprom-RusVelo GAZ          | Gazprom-RusVelo GAZ |
| ------------------- | ---------------------------- | ------------------- |
| Num                 | Coureur                      | Pos                 |
| 81                  | Pavel Kochetkov (RUS)        | 58e                 |
| 82                  | Michael Kukrle (CZE) (route) | 50e                 |
| 83                  | Matteo Malucelli (ITA)       | 116e                |
| 84                  | Denis Nekrasov (RUS)         | NP-1                |
| 85                  | Ivan Rovny (RUS)             | 62e                 |
| 86                  | Dmitri Strakhov (RUS)        | 33e                 |
| 87                  | Mathias Vacek (CZE)          | 71e                 |

| Groupama-FDJ GFC | Groupama-FDJ GFC                  | Groupama-FDJ GFC |
| ---------------- | --------------------------------- | ---------------- |
| Num              | Coureur                           | Pos              |
| 91               | Arnaud Démare (FRA)               | 68e              |
| 92               | Matteo Badilatti (SUI)            | 23e              |
| 93               | Clément Davy (FRA)                | 112e             |
| 94               | Jacopo Guarnieri (ITA)            | 105e             |
| 95               | Ignatas Konovalovas (LTU) (route) | 92e              |
| 96               | Miles Scotson (AUS)               | 51e              |
| 97               | Ramon Sinkeldam (NED)             | 76e              |

| Ineos Grenadiers IGD | Ineos Grenadiers IGD         | Ineos Grenadiers IGD |
| -------------------- | ---------------------------- | -------------------- |
| Num                  | Coureur                      | Pos                  |
| 101                  | Adam Yates (GBR)             | 2e                   |
| 102                  | Filippo Ganna (ITA) (chrono) | 64e                  |
| 103                  | Luke Plapp (AUS) (route)     | 12e                  |
| 104                  | Andrey Amador (CRC)          | 94e                  |
| 105                  | Michał Kwiatkowski (POL)     | 101e                 |
| 107                  | Elia Viviani (ITA)           | 103e                 |

| Intermarché-Wanty-Gobert Matériaux IWG | Intermarché-Wanty-Gobert Matériaux IWG | Intermarché-Wanty-Gobert Matériaux IWG |
| -------------------------------------- | -------------------------------------- | -------------------------------------- |
| Num                                    | Coureur                                | Pos                                    |
| 111                                    | Louis Meintjes (RSA)                   | 17e                                    |
| 112                                    | Tom Devriendt (BEL)                    | 98e                                    |
| 113                                    | Jan Hirt (CZE)                         | 24e                                    |
| 114                                    | Julius Johansen (DEN)                  | 106e                                   |
| 115                                    | Rein Taaramäe (EST) (chrono)           | 27e                                    |

| Israel-Premier Tech IPT | Israel-Premier Tech IPT | Israel-Premier Tech IPT |
| ----------------------- | ----------------------- | ----------------------- |
| Num                     | Coureur                 | Pos                     |
| 121                     | Rudy Barbier (FRA)      | 95e                     |
| 122                     | Sebastian Berwick (AUS) | 22e                     |
| 123                     | Alex Dowsett (GBR)      | 114e                    |
| 124                     | Daryl Impey (RSA)       | 53e                     |
| 125                     | Taj Jones (AUS)         | 100e                    |
| 126                     | Rick Zabel (GER)        | 83e                     |

| Jumbo-Visma TJV | Jumbo-Visma TJV             | Jumbo-Visma TJV |
| --------------- | --------------------------- | --------------- |
| Num             | Coureur                     | Pos             |
| 131             | Tom Dumoulin (NED) (chrono) | 41e             |
| 132             | Koen Bouwman (NED)          | 28e             |
| 133             | Chris Harper (AUS)          | 13e             |
| 134             | Olav Kooij (NED)            | 107e            |
| 135             | Timo Roosen (NED) (route)   | 56e             |
| 136             | Jos van Emden (NED)         | 54e             |

| Lotto-Soudal LTS | Lotto-Soudal LTS          | Lotto-Soudal LTS |
| ---------------- | ------------------------- | ---------------- |
| Num              | Coureur                   | Pos              |
| 141              | Jarrad Drizners (AUS)     | NP-7             |
| 142              | Matthew Holmes (GBR)      | 32e              |
| 143              | Michael Schwarzmann (GER) | 108e             |
| 144              | Xandres Vervloesem (BEL)  | 63e              |

| Movistar Team MOV | Movistar Team MOV                  | Movistar Team MOV |
| ----------------- | ---------------------------------- | ----------------- |
| Num               | Coureur                            | Pos               |
| 151               | Carlos Verona (ESP)                | 6e                |
| 152               | William Barta (USA)                | 40e               |
| 153               | Mathias Norsgaard (DEN)            | 57e               |
| 154               | Max Kanter (GER)                   | 85e               |
| 155               | Óscar Rodríguez Garaicoechea (ESP) | 20e               |
| 156               | Sergio Samitier (ESP)              | 55e               |
| 157               | Albert Torres (ESP)                | 44e               |

| Quick-Step Alpha Vinyl QST | Quick-Step Alpha Vinyl QST | Quick-Step Alpha Vinyl QST |
| -------------------------- | -------------------------- | -------------------------- |
| Num                        | Coureur                    | Pos                        |
| 161                        | Mark Cavendish (GBR)       | 88e                        |
| 163                        | Fausto Masnada (ITA)       | 26e                        |
| 164                        | Michael Mørkøv (DEN)       | 74e                        |
| 165                        | Stijn Steels (BEL)         | 80e                        |
| 166                        | Stan Van Tricht (BEL)      | 78e                        |
| 167                        | Ethan Vernon (GBR)         | 82e                        |

| BikeExchange-Jayco BEX | BikeExchange-Jayco BEX  | BikeExchange-Jayco BEX |
| ---------------------- | ----------------------- | ---------------------- |
| Num                    | Coureur                 | Pos                    |
| 171                    | Dylan Groenewegen (NED) | 102e                   |
| 172                    | Sam Bewley (NZL)        | 122e                   |
| 173                    | Kaden Groves (AUS)      | 118e                   |
| 174                    | Damien Howson (AUS)     | 29e                    |
| 175                    | Luka Mezgec (SLO)       | 89e                    |
| 176                    | Kelland O'Brien (AUS)   | 121e                   |
| 177                    | Campbell Stewart (NZL)  | 111e                   |

| Team DSM DSM | Team DSM DSM             | Team DSM DSM |
| ------------ | ------------------------ | ------------ |
| Num          | Coureur                  | Pos          |
| 181          | Romain Bardet (FRA)      | 9e           |
| 182          | Thymen Arensman (NED)    | 16e          |
| 183          | Cees Bol (NED)           | 104e         |
| 184          | Alberto Dainese (ITA)    | 67e          |
| 185          | Andreas Leknessund (NOR) | 18e          |
| 186          | Niklas Märkl (GER)       | 90e          |
| 187          | Joris Nieuwenhuis (NED)  | AB-7         |

| Trek-Segafredo TFS | Trek-Segafredo TFS   | Trek-Segafredo TFS |
| ------------------ | -------------------- | ------------------ |
| Num                | Coureur              | Pos                |
| 191                | Marc Brustenga (ESP) | 99e                |
| 192                | Dario Cataldo (ITA)  | 25e                |
| 193                | Jakob Egholm (DEN)   | 110e               |
| 194                | Emīls Liepiņš (LAT)  | 87e                |
| 195                | Simon Pellaud (SUI)  | 47e                |